# Parkhotel Valkenburg

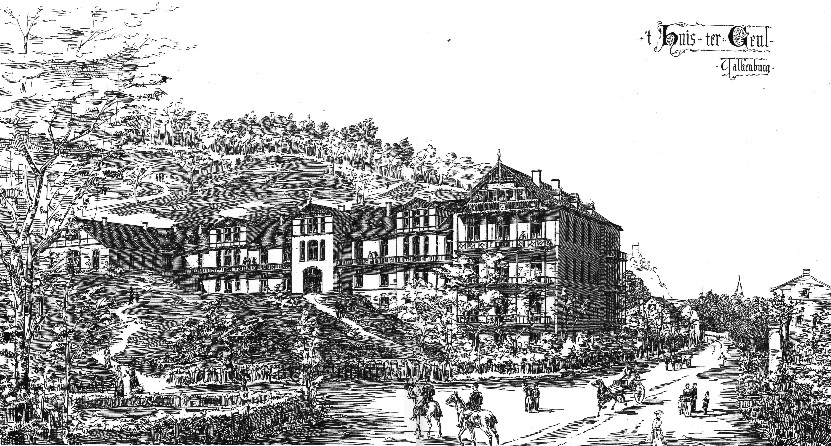
Kurhaus Huis ter Geul, Cuypers' ontwerp uit 1890

Parkhotel Valkenburg, voorheen Kurhaus Huis ter Geul en Parkhotel Rooding, is een hotel in Valkenburg in de Nederlandse provincie Limburg. Het hotel ligt tegen het "Gebösjke" aan de Neerhem, langs de weg naar Oud-Valkenburg. Het gebouw, ontworpen door Pierre Cuypers, is beschermd als rijksmonument.

## Geschiedenis
Het hotel werd als kuurhotel gebouwd in opdracht van de N.V. Maatschappij tot exploitatie van een rust- en herstellingsoord. De bekende architect Pierre Cuypers maakte in 1890 het ontwerp in chaletstijl, dat grotendeels werd uitgevoerd. Het pand is van mergel, met hardstenen en houten details. Het gebouw met prachtige vergezichten werd geprojecteerd op de bosrijke hellingen langs de Oud-Valkenburgerweg. De toeristen die in die dagen Valkenburg bezochten, waren gefortuneerd en verbleven meestal een langere periode. Om die reden stelden zij dan ook hun eisen. Het oorspronkelijke hotel bestond daarom uit 50 ruime logeerkamers met salons, stoombaden, een lift, balkons, een royale eetzaal, leeszaal, muziekzaal, conversatiezaal en een eigen elektriciteitsvoorziening. In het grote park bevonden zich sportvelden en een kiosk voor muziekuitvoeringen.
Kort na de opening in 1892 kreeg het hotel bezoek van koningin Emma en Wilhelmina. Het kuurhotel bleek echter niet rendabel te zijn en moest al na 20 jaar sluiten. Vanaf 1911 was het gebouw in gebruik als klooster van redemptoristen die uit Frankrijk verdreven waren ten gevolge van de toenmalige seculariseringspolitiek. Deze paters hadden weinig contact met de plaatselijke bevolking en vertrokken in 1939 weer naar Frankrijk.
In hetzelfde jaar werd het gekocht door Johan Rooding, die er weer een hotel van maakte. Na de oorlog werd het hotel diverse keren verbouwd en uitgebreid met als laatste uitbreiding een groot zwembad, sauna en 8 hotelkamers opgeleverd in 2003 en gerealiseerd onder leiding van Joop Rooding, kleinzoon van Johan Rooding. In 2008 kocht de ‘Stichting tot Behoud van Monumenten Laurentius en Petronella’ het hotel. Het hotel droeg de naam Parkhotel Rooding nog enkele jaren waarna het opereerde onder de naam Parkhotel Valkenburg. Vanaf aanvang 2014 is Parkhotel Valkenburg uitgebreid met een extra verblijf in Villa Valkenburg (voorheen Villa Alpha) in het centrum van Valkenburg. Ook heeft het Parkhotel een groot appartementencomplex aan de Neerhem, genaamd Appartementen Valkenburg, voorheen Dieteren Appartementen.

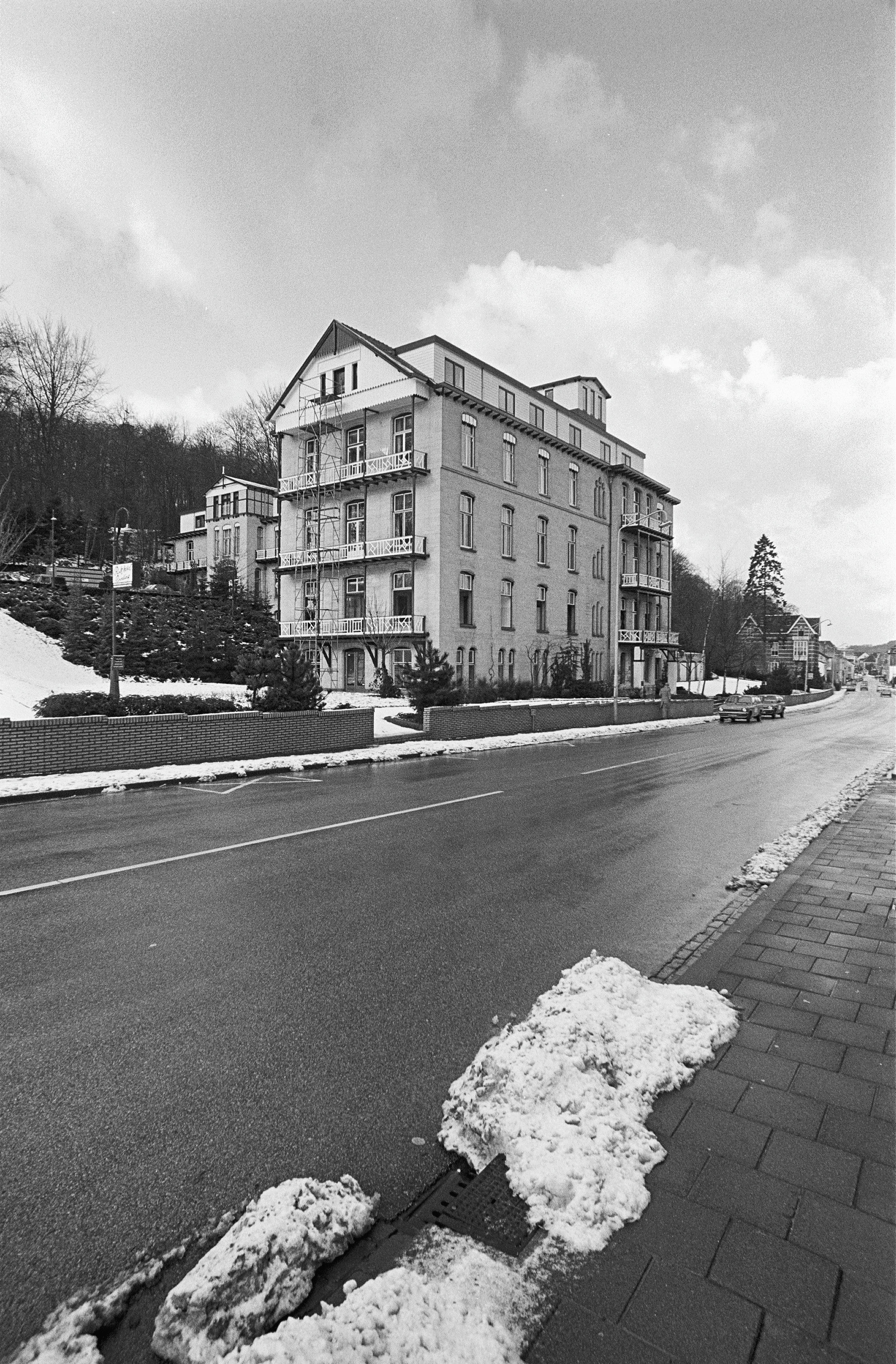
Winterse aanblik, 1981
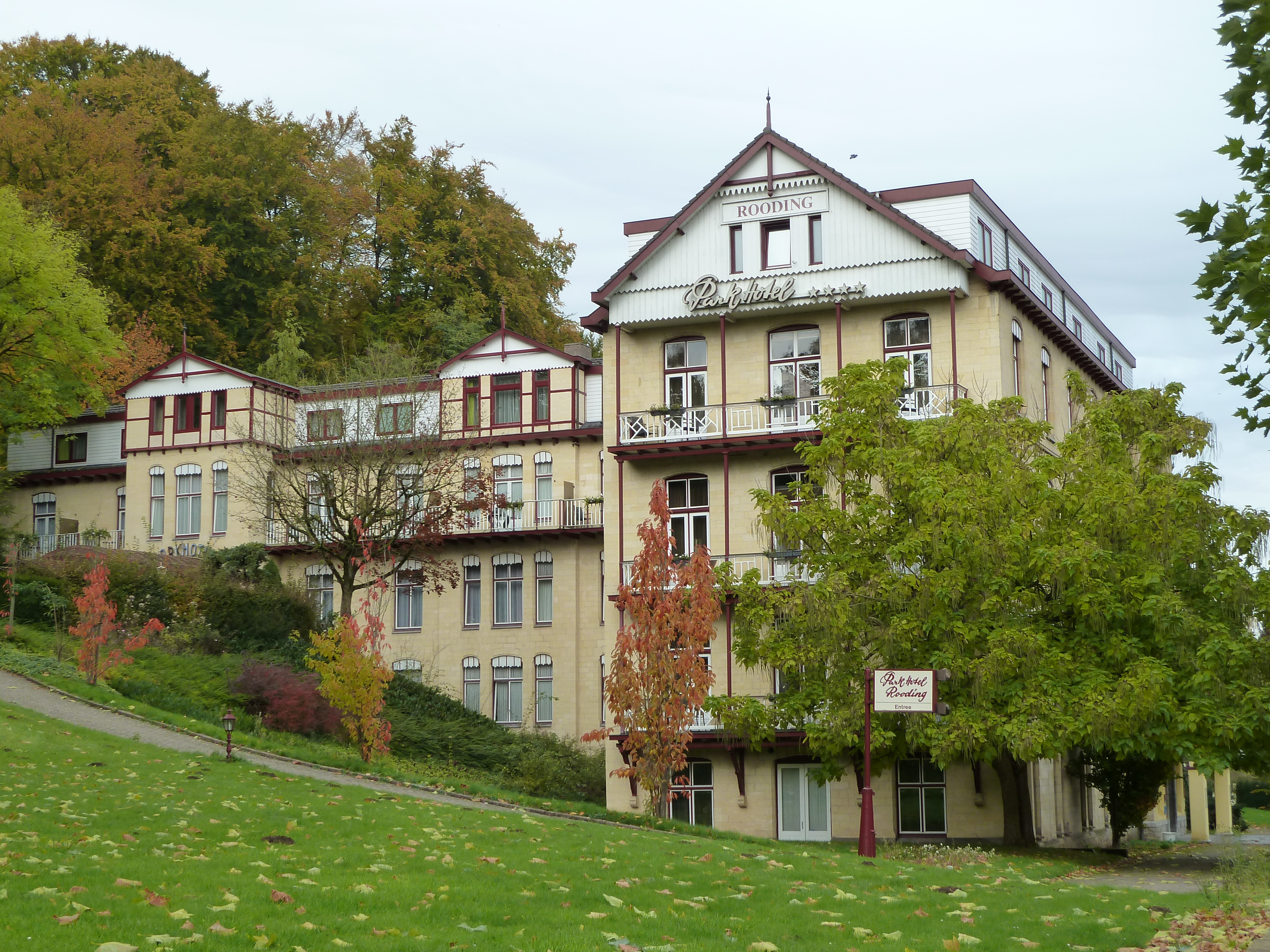
Oostelijk aanzicht
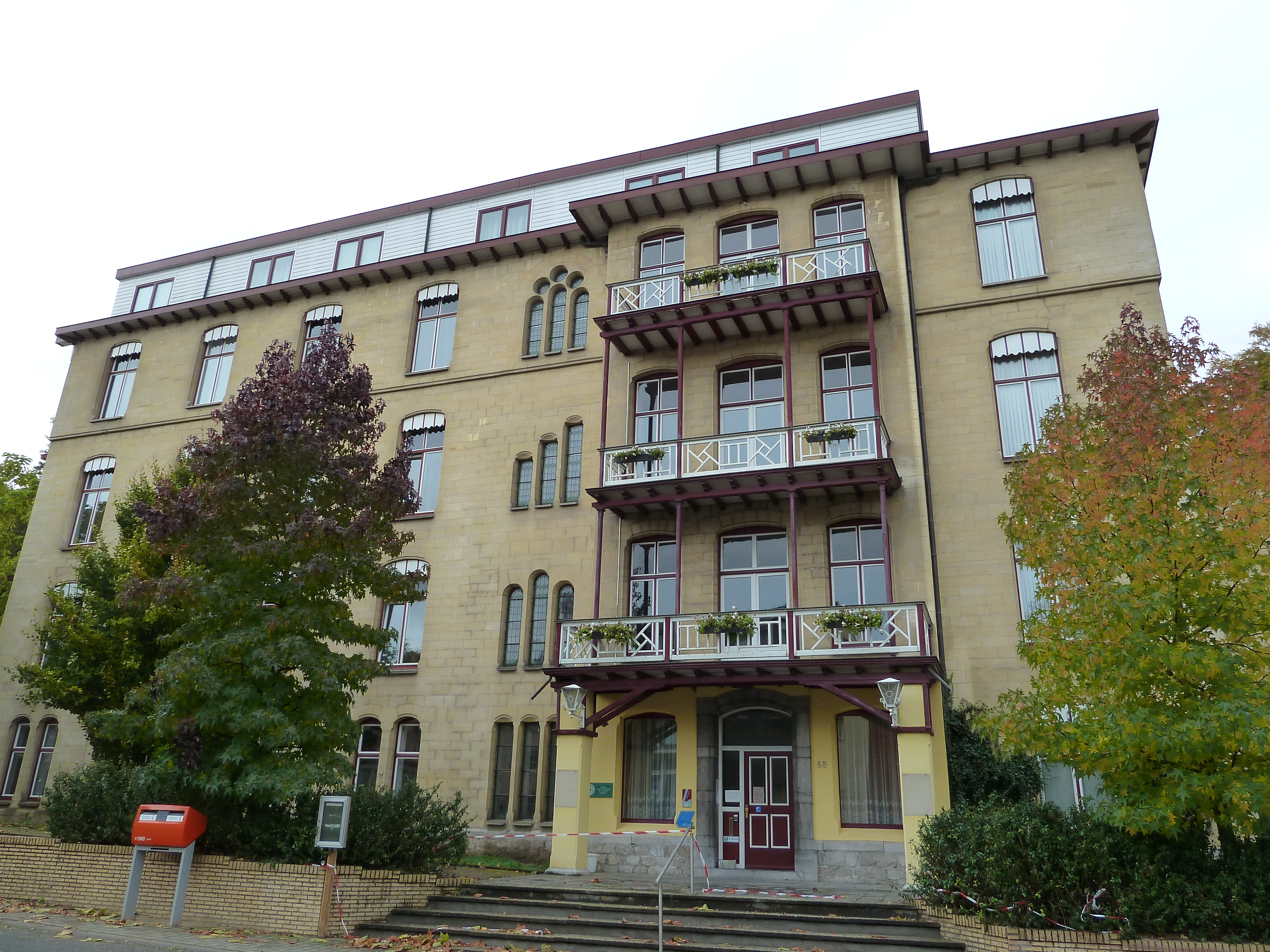
Hoofdvleugel Neerhem
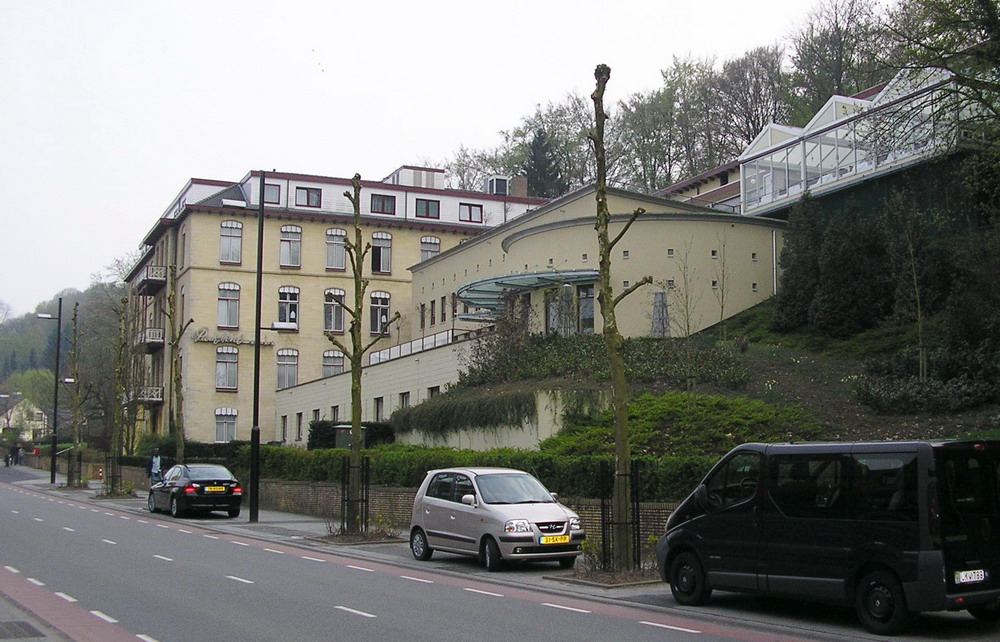
Westelijke uitbreiding

## Sponsoring
Van 2010 tot 2012 was het Parkhotel Rooding hoofdsponsor van het Limburgse wielrennerteam Parkhotel Rooding Cycling Team, voorheen PPL-Belisol Cycling Team. Vanaf 2014 is Parkhotel Valkenburg de hoofdsponsor van de vrouwenploeg Parkhotel Valkenburg en van 2014 tot en met 2016 van de mannenploeg Parkhotel Valkenburg Continental Cycling Team. In 2011 en 2012 was het tevens hoofdsponsor van de wielerwedstrijd Parkhotel Valkenburg Hills Classic.